# Rumeni di Voivodina
I rumeni in Voivodína sono, secondo i dati del censimento 2011, 25.410 concentrati in 42 località. Nello statuto provinciale della provincia autonoma serba è precisato all'articolo 6 che oltre alla lingua serba sono ufficiali anche quella ungherese, slovacca e rumena.
In Serbia è presente un'altra importante minoranza rumena nella regione della Timočka Krajina, che non gode della stessa autonomia della Voivodina.

## Storia

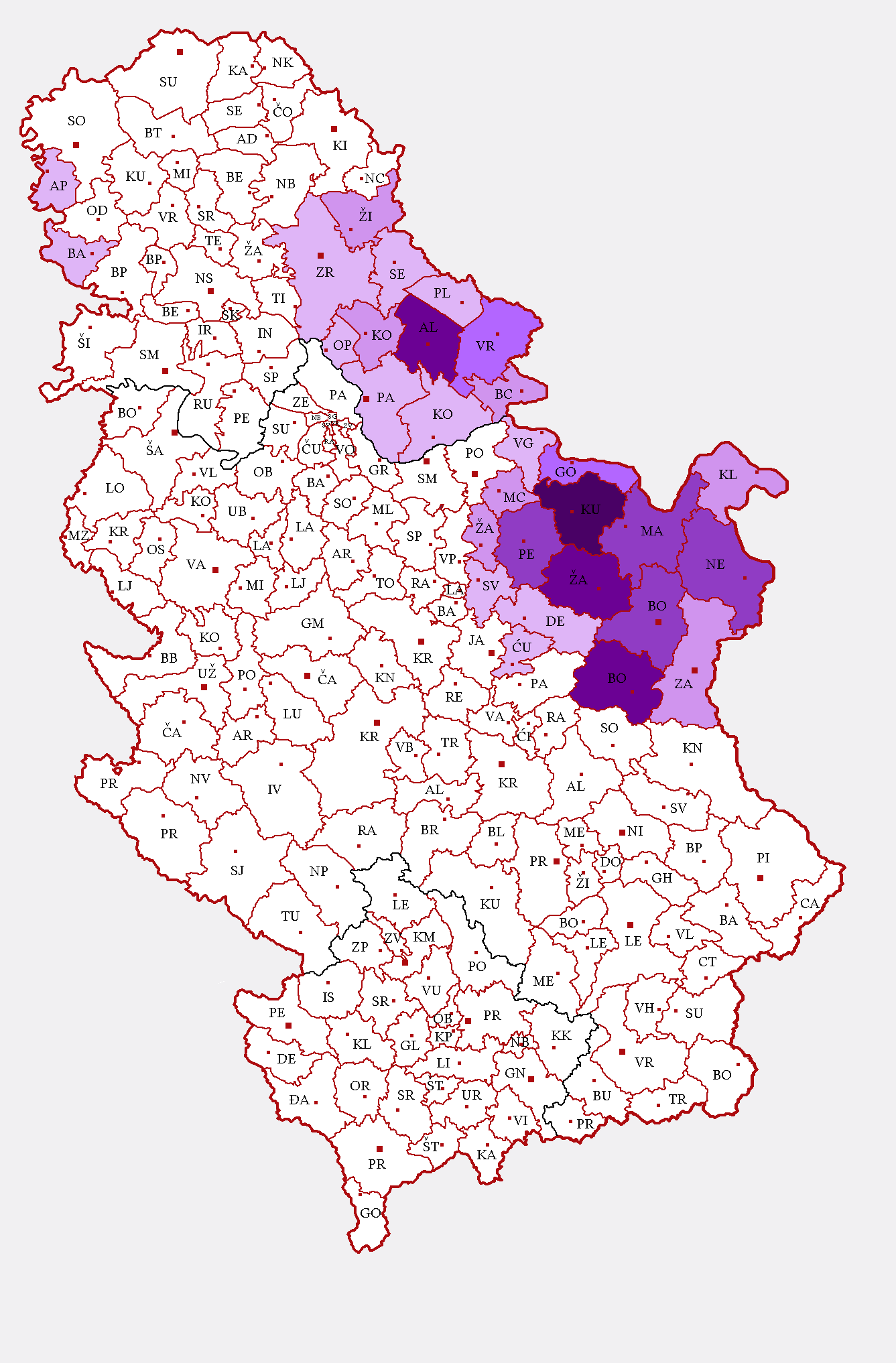
Lingua rumena in Serbia nel 2002

Dopo la prima guerra mondiale, alla conferenza di pace di Parigi la regione del Banato fu divisa tra il Regno dei Serbi, Croati e Sloveni e il Regno di Romania. Nel 1998 il professor Gligor Popi pubblicò che nel 1921 c'erano circa 80.000 rumeni in Voivodina e 50.000 serbi nel banato rumeno..
Entrambi i governi cercarono un accordo per tutelare le minoranze nei rispettivi paesi senza successo, visto che sono documentati numerosi casi di abusi. Molti preti, insegnanti, intellettuali insieme a numerose famiglie di contadini abbandonarono il Banato serbo per stabilirsi in Romania e una delle conseguenze fu che la qualità dell'insegnamento peggiorò: dei 105 maestri presenti prima della guerra, 72 emigrarono. Contemporaneamente le scuole istituite dalla chiesa vennero nazionalizzate e nei villaggi a maggioranza rumena vennero inviati insegnanti serbi, bulgari e russi che non conoscevano neanche la lingua. Nel 1935 il governo serbo risolse assumendo personale proveniente dalla Romania.
Il Protopapa Traian Oprea di Vršac (in rumeno Vârșeț) compilò il "24 denunce" nel quale rese pubbliche le ingiustizie alle quali era sottoposta la popolazione rumena: nessun beneficio dalla riforma agraria, impossibilità di ottenere il passaporto per chi studiava in Romania, divieto di importare libri e manuali in lingua e mancata approvazione dello statuto delle associazioni culturali.
Il 10 febbraio 1923 venne fondato ad Alibunar il Partidul Român e Aurel Novac, già parlamentare a Budapest prima della guerra, fu il primo presidente e alle elezioni del mese successivo Ioan Jianu fu eletto al parlamento di Belgrado. L'organo ufficiale del partito era il Graiul românesc stampato a Pančevo e nel novembre 1923 venne costituita l'Asociatia Culturală Româna con l'obiettivo di mantenere le tradizioni rumene.
Altri quotidiani e periodici in lingua rumena vennero pubblicati prima della seconda guerra mondiale: il Nădejdea (fino al 1944) e il Foaia poporului român (fino al 1938) a cura dell'Associazione culturale Astra, molto attiva nello sviluppo culturale dei rumeni
Dopo la seconda guerra mondiale l'autonomia della Voivodína fu ridotta. La costituzione del 1974 accordò il diritto di veto nel parlamento serbo e jugoslavo unicamente sulle questioni interne. Nella regione la comunità rumena fu riconosciuta come minoranza etnica nazionale garantendole alcuni privilegi tra i quali l'uso della propria lingua..
Tra il 1990 e il 2002 l'autonomia fu ancora più ridotta pur mantenendo la regione un parlamento autonomo.

## Politiche per le minoranze
Il Consiliul Național al Minorității Naționale Române din Serbia (consiglio nazionale delle minoranze rumene in Serbia) è un organo giuridico con sede a Novi Sad che rappresenta tutta la popolazione di lingua rumena, sia coloro i quali si definiscono rumeni sia quelli che si definiscono valacchi. I rappresentanti dei principali partiti e associazioni culturali rumene in Serbia (Comunitatea Românilor din Serbia din Voivodina, Partidul Democrat al Românilor din Serbia din Timoc, Alianța Românilor din Voivodina, Mișcarea Democratică a Românilor din Serbia din Timoc e Asociația pentru cultura vlahilor-românilor Ariadnae Filum) firmarono il 10 maggio 2004 a Belgrado la Declarația de la Belgrad (Dichiarazione di Belgrado) nel quale veniva espresso il desiderio di fondare un consiglio nazionale comune per la minoranza rumena a nord e a sud del Danubio.. L'attività iniziò nel settembre 2005 comprendendo quattro settori: informazione, insegnamento, cultura e uso della lingua e il partito di riferimento fu l'Alianța Românilor din Voivodina

## Amministrazione centrale e locale
Secondo un rapporto del consiglio d'Europa del luglio 2007 in cinque dei quattordici ministeri e dipartimenti serbi e in circa la metà degli organi provinciali ci sono dipendenti che parlano rumeno. A livello comunale il personale di etnia rumena è il 33% a Alibunar, l'11% a Kovačica e Vršac e il 5% a Kovin, Žitište e Zrenjanin.

## Relazioni internazionali
Il 18 febbraio 2005 il ministro degli esteri Mihai-Răzvan Ungureanu e il suo omologo serbo Vuk Draskovici inaugurarono il consolato generale rumeno a Vrsac e il primo console fu Gabriel Nicola.

## Demografia
Secondo i dati del censimento 2011 i rumeni in Voivodína sono 25.410 e 29.332 in tutta la Repubblica Serba ai quali si aggiungono 35.330 valacchi.
Nel 2002 in Voivodina erano 34.576 concentrati in 42 località che costituivano l'1,5% della popolazione. Di questi, 29.512 dichiararono il rumeno come lingua madre che era la quarta lingua più parlata della regione dopo il serbo, l'ungherese e lo slovacco.
Dal punto di vista demografico, il numero di rumeni nella regione nel corso degli anni era il seguente:
| 1880: 5,9% 1890: 5,5% 1900: 5,2% 1910: 5% 1921: 4,3% 1931: 5% 1948: 3,6% 1953: 3,4% 1961: 3,1% 1971: 2,7% 1981: 2,3% 1991: 1,9% 2002: 1,5% | 69 668 românofoni 73 492 românofoni 74 718 românofoni 75 223 românofoni 65 197 românofoni 78 000 românofoni 59 263 români 57 218 români 57 259 români 52 987 români 47 289 români 38 832 români 30 419 români |

Note:
1. I dati tra il 1880 e il 1910 includono le località Tompa, Kelebia e Csikéria attualmente in Ungheria ma all'epoca amministrate da Subotica.
2. Fonte: 1880, 1890, 1900, 1910, 1941: dati dei censimenti ungheresi (secondo la lingua materna); 1921 e 1931: dati dei censimenti jugoslavi (secondo la lingua materna); 1948, 1953, 1961, 1971, 1981, 1991, 2002: dati dei censimenti jugoslavi (secondo l'etnia); 1941: censimento ungherese (in Bácska 1941) e jugoslavo (in Banato e Craina 1931).[11]

## Educazione
L'articolo 13 dello statuto autonomo provinciale garantisce l'insegnamento nella lingua materna alla popolazione di altre etnie. Esistono 37 scuole con classi in lingua rumena, tra le quali due licei mentre in Craina solamente 2. Nell'anno scolastico 2005-2006 145 studenti parteciparono per l'assegnazione di borse di studio in Romania.
In base ai dati del governo nell'anno scolastico 2006-2007 erano iscritti alla scuola materna con insegnamento in lingua rumena 202 bambini dei quali 151 madrelingua.

## Mass media
Nella provincia autonoma vengono pubblicati numerosi quotidiani e periodici nelle lingue parlate dalle minoranze.
Il governo finanzia parzialmente le pubblicazioni non in serbo tra le quali il settimanale Libertatea. Secondo i dati del consiglio d'Europa ci sono sei quotidiani e cinque riviste in rumeno. Radio Novi Sad trasmette sei ore al giorno in rumeno così come l'emittente televisiva TV Novi Sad 2 per un'ora, un'ora e mezzo al giorno. Radio FAR di Alibunar trasmette i programmi della BBC Romania.
È inoltre possibile la ricezione di Radio România Internațional e TVR1 e di altri canali con il digitale terrestre. Sono infine presenti altre stazioni radiofoniche a livello locale.

## Religione

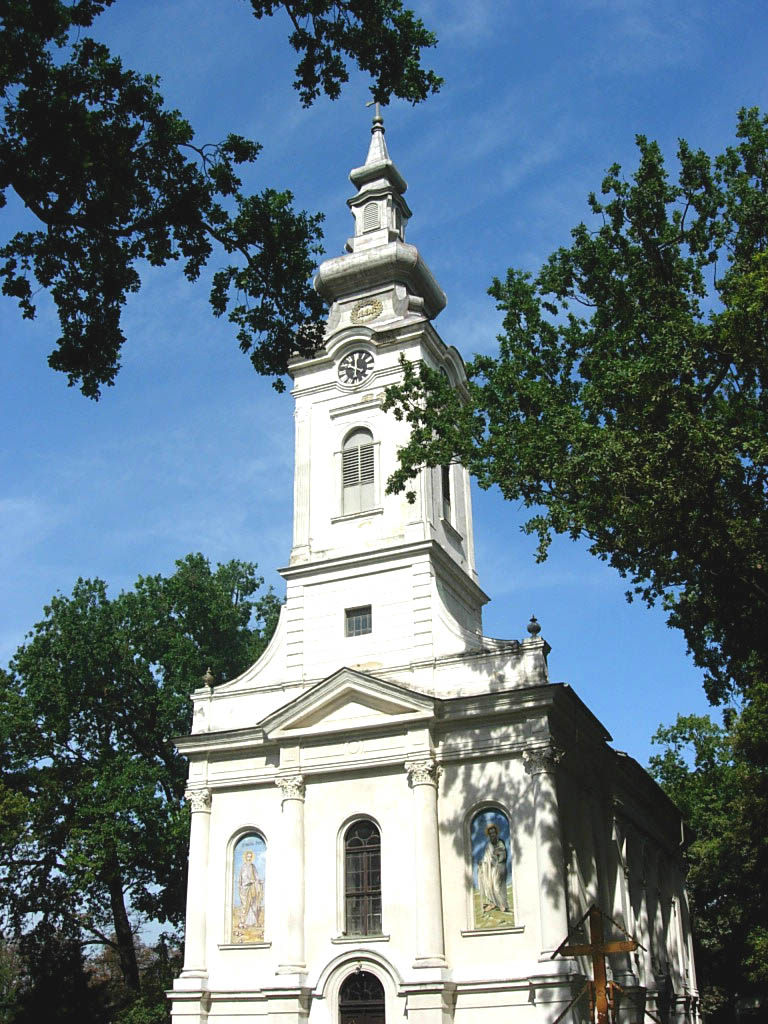
Chiesa di Alibunar

Sono presenti in Voivodina 40 parrocchie con funzioni religiose in lingua rumena con 42 preti tutte sotto la giurisdizione dell'Episcopato Ortodosso Rumeno "Dacia Felix" con sede a Vrsac. Il vescovo è Daniil Partoșanul.
Dal 2006 la religione in lingua rumena è insegnata nelle scuole statali.
Il vescovato è suddiviso in 6 protopapati:
- Protopapato Panciova, protopapa Gheorghe Ianeș
- Protopapato Banatul Central|Torac, protopapa Petru Drăghicescu
- Protopapato Vârșeț, protopapa Moise Ianeș
- Protopapato Cuvin, protopapa Traian Abraham
- Protopapato Alibunar, protopapa Ionel Mălaimare
- Protopapato Biserica Albă, protopapa Drăgan Chilom

La parrocchia di Vrsac pubblica dal 2002 il periodico Dealul Vârșețului. Per sopperire all'insufficiente numero di preti la Chiesa Ortodossa Rumena invia missionari per coprire i posti vacanti.

## Uso ufficiale della lingua

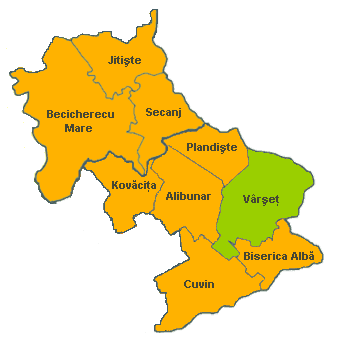
Ufficialità della lingua: in arancione in tutto il comune, in verde solo in alcune località

Nella costituzione della Repubblica Serba pubblicata nella gazzetta ufficiale nel gennaio 1990, all'articolo 8 è specificato che è ufficiale la lingua serba. Al comma 2 è specificato che nelle regioni dove vivono minoranze linguistiche è ufficiale anche la lingua locale.
In Voivodina il rumeno è ufficiale ad Alibunar, Bela Crkva, Žitište, Zrenjanin, Kovačica, Kovin, Plandište e Sečanj mentre a Vrsac solo in alcune località: Voivodinț, Marcovăț, Straja, Jamu Mic, Srediștea Mică, Mesici, Jablanka, Sălcița, Râtișor, Oreșaț e Coștei.
Il Consiliul Național al Minorității Naționale Române (Consiglio nazionale delle minoranze nazionali rumene) è l'organo che si occupa di analizzare e promuovere l'uso della lingua.
La Gazzetta Ufficiale della Provincia autonoma di Voivodina si pubblica in tutte le lingue ufficiali della provincia.

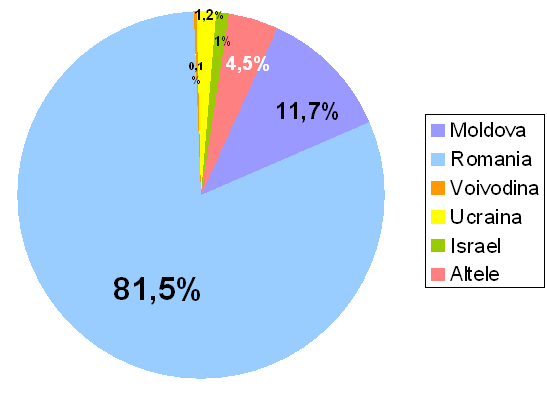
Uso del rumeno nel mondo

Nel parlamento locale sono ufficiali tutte le lingue e gli atti sono pubblicati in serbo, croato, ungherese, slovacco e rumeno.
È infine utilizzato anche il rumeno nei tribunali di Zrenjanin e Pancevo.